# Абтвиль
Абтвиль (нем. Abtwil) — коммуна в Швейцарии, в кантоне Аргау. Входит в состав округа Мури. Население составляет 726 человек (на 31 декабря 2007 года).